# Милви Панга
Милви Панга (на естонски: Milvi Panga) е естонска поетеса, авторка на стихотворения за деца. Пише на въруски и естонски езици.

## Биография и творчество
Милви Панга е родена на 22 април 1945 г. в Окюла, община Антсла, област Въру, Естония. Учи в училищата в Кайка и завършва гимназия в Антсла. Започва да пише поезия още в училище очарована от мощните местни дървета, цъфтящите ливади, красивия хълмист пейзаж на Южна Естония. Завършва кооперативното училище към Естонския съюз на потребителските кооперации в Талин като готвач-сладкар. След дипломирането си се установява в окръг Рапла. Работи като готвач, диспечер на пожарната и помощник-медицинска сестра в операционната. Омъжва се през 1966 г. и има три деца.
Започва да пише активно стиховете си по насърчение на по-голямата си дъщеря. От 1984 г. окръжните вестници на Рапла, Вилянди и Въру започват да публикуват нейни стихове. Майчиният ѝ език е въруски, но тя пише стихове както на диалект, така и на писмен естонски език. От 1988 г. публикува в списанието за деца „Täheke“ (Звезда).
Стиховете на Милви Панга са публикувани в много стихосбирки за деца, учебници и сборници. Първата ѝ стихосбирка „Pesamunale“ е издадена през 1995 г. Има издадени девет стихосбирки със стихове за деца, една от които е на въруски език. Авторка е и на стихове и разкази и за възрастни, но те не публикувани.
Критиката оценява нивото на творчеството й като неравномерно, но читателите възприемат искрената топлина на нейните грубо изразени мисли.
За творчеството си е удостоена с различни награди: през 1991 г. получава наградата за поезия за деца „Карл Едуард Сьоет“ за стихотворения в списанието за деца „Täheke“, през 2004 г. получава наградата за диалектна поезия „Хендрик Адамсон“ за поетичния цикъл „Химия“ на въруски език, през 2017 г. получава наградата за поезия за деца „Карл Едуард Сьоет“ за стихосбирката „Mesikäpa esikäpad“, а през 2018 г. специалната награда на състезанието „Хендрик Адамсон“ за диалектна поезия.
Милви Панга живее със семейството си близо до Рапла.

## Произведения
- Pesamunale (1995)
- Jõulust jaani (1998)
- See, kes lustib (2004)
- Läämi kaemi! (2005) – на въруски език
- Läki õue, läkiläki! (2007)
- Kus sa oled, päkapikk? (2011)
- Linnumajake (2015)
- Sooääre summer (2015)
- Mesikäpa esikäpad (2017) – награда „Карл Едуард Сьоет“